# クリスタルチェイサー〜天空の魔晶球〜
『クリスタルチェイサー〜天空の魔晶球〜』（クリスタルチェイサー てんくうのましょうきゅう）はウルフ・チームが制作した PC-98用アドベンチャーゲームである。

## 概要
本作は1991年6月15日にブラザー工業からパッケージ版とソフトベンダーTAKERUの書き込みによるTAKERU版が同時にリリースされた。
また、本作の体験版は化成バーベイタムから発売されたフロッピーディスク DataLife SUPER PROに同梱されており、この際はアドインゲームシリーズのVol.2として扱われた。
発売26年後となる2017年6月15日にはプロジェクトEGGにて配信された。
2023年11月7日にはプロジェクトEGGにてリファイン版の『クリスタルチェイサー～天空の魔晶球～-R 』が配信された。

## システム
本作は架空の国ニポンを舞台に、サムライを目指す少年・新免鷹之進が幼馴染の野苺の家から奪われた空の魔晶球を取り返す様子を描いたコマンド形式のアドベンチャーゲームであり、ゲームシステムはウルフチームの過去作『あーくしゅ』が基になっている。
本作では一部のシーンを除き鷹之進と野苺の視点や操作が入れ替わりながら進行する。『あーくしゅ』ではじぇだとピクトの入れ替えが謎解きとなったが、本作では演出上の入れ替えでプレイヤーによる任意切り替えではない。例えば、鷹之進と野苺がいない場所では鵺姫や豪哲の視点となる。
サイドビューで等身大キャラクターが表示される画面がメイン画面。メイン画面の一部シーンではキャラクターのアニメーションやイベント一枚絵が表示される。また、細かい感情表現は画面左のサブ画面に表示される表情で行われる。
第二話以降、選択ミスによるゲームオーバーがある。しかし、ロードが必要なものではなく直前の選択に戻って再チャレンジするという仕様である。
リファイン版では難読漢字や全ての固有名詞に振り仮名が振られたため、地名などが分かりやすくなった。

## 物語
章立てになっており、全7話構成
- 第一話「走れ風の如く」
- 第二話「令嬢の大博打」
- 第三話「謎の男巖流」
- 第四話「蛇の道は蛇」
- 第五話「海への道を」
- 第六話「夜の迷宮」
- 第七話「遙かなる空の彼方に」

### リファイン版
『クリスタルチェイサー～天空の魔晶球～-R』では全9話構成。新章が追加され、新キャラクターも登場。最終話は完全版としてリメイクされた。また、登場人物たちのミニエピソードの「幕間劇場R」が追加されている。

## 登場キャラクター

### 主人公とヒロイン
新免 鷹之進（しんめん たかのしん）
本作の主人公。14歳の少年で、ニポン一のサムライ剣士になるのが夢。父に怪我を負わせた謎の集団暗闇党を追うことになる。
風祭 野苺（かざまつり のいちご）
本作のヒロイン。神社の神主の孫娘である少女で、鷹之進とともに奪われた御神体（空の魔晶球）を追う旅に出る。7月21日生まれの13歳。

### その他のキャラクター
鵺姫（ぬえひめ）
魔晶球を狙う謎の集団暗闇党の首領にして、力の魔晶球の神子。9月9日生まれの16歳。
伊集院 麗香（いじゅういん れいか）
金持ちのお嬢様で、常に高飛車な態度をとる。
一文字 巌流（いちもんじ がんりゅう）
鷹之進たちの危機の場に現れて救った剣士。秘剣燕返しの使い手。
風祭 幻斎（かざまつり げんさい）
野苺の祖父で、神社の神主をしている。
新免 豪哲（しんめん ごうてつ）
鷹之進の父で、新免流剣道場の道場主を務める。
白雪山 流星（はくせつざん りゅうせい）
暗闇党の剣士。
王テンホー、王テンパイ
チョイニの国の親子で、おかしなニポン語を話す。
黒烏、葛の葉（くろがらす、くずのは）
鷹之進たちを罠にはめようと企む姉弟。
澄子、睦美（すみこ、むつみ）
峠の茶屋の姉妹。
夜桜 妖女（よざくら あやめ）
メリキン人。妖艶な美女。
月影 雲海（つきかげ うんかい）
鵺姫と常に共にいる暗闇党副首領。不気味な老人。
語り手
ナレーターの女性。鷹之進たちが誤った選択をした際に少しだけ時を戻して助ける。

## 天空の魔晶球
かつて覇王が持っていた五つの魔力。魔晶球の力を使えるのは女性のみ。
- 空の魔晶球
  - 天地の間を超越する
- 力の魔晶球
  - 世に満ちる力を集める
- 影の魔晶球
  - 人の心を操る
- 時の魔晶球
  - 時の流れを見通す
- 命の魔晶球
  - 時の呪縛をやわらげる

## スタッフ
- 原作・グラフィック - 鈴木 G 健一 [注釈 1]
- プログラム - 堀智之 [注釈 2][注釈 3]
- シナリオ - 鈴木 G 健一[8]、小山内おさむ、砂原久美
- 背景グラフィック - 蒲谷弾正、木村まり、西谷由美子
- サウンド - 桜庭統、古屋亮太、宇野正明
- 協力 - 山本利雄、永田和宏
- 営業 - 栢野弘之、柴田純一郎
- 進行管理 - 飯島公人
- プロデュース - 浅沼穣
- 総合プロデュース - 秋篠雅弘

## 開発
本作の企画は鈴木 G 健一が立案し、ストーリー、キャラクターデザイン、グラフィック、演出等開発の大半を担った。
本作のシステムは、ウルフチームの過去作『あーくしゅ』のシステムをさらに発展させたものであると同時に、プログラマーの堀智之が過去のウルフチーム参加3作のノウハウを活かした独自のアドベンチャーシステムを構築したものが使用されている。
また、本作のキャラクターの中には4コママンガ『あーくしゅ』のキャラクターをもとにした者も存在する。

### 音楽
本作に使用されている楽曲はごく短い曲も含めて全部で57曲あり、本作オリジナルの楽曲に加え、ウルフチームの他作品の楽曲も使用されている。
これは鈴木 G 健一がイメージに合う曲を探すために同社他タイトル楽曲を使用することを躊躇しなかったためである。この楽曲使用方法は『あーくしゅ』と同様だが、本作ではリアレンジではなく出典のデータがそのまま使用されている。
たとえば、第二話の茶店のBGMは『あーくしゅ』のハンバーガー店と同じであり、第二話で鳴る鐘はウルフチームのゲームの冒頭で流れる音と同じデータである。エピローグでは『ソル・フィース』（1990年11月22日発売）のエピローグの曲が用いられている。ただし、メロディは同一だがX68000版と異なるPC-9800シリーズ用のFM音源版として収録されている。
なお、楽曲の出典にはMIDIデータが存在しないタイトルも含まれているため、本作はMIDIに対応していない。

### エピソード
プログラマーの堀智之はプロジェクトEGG配信記念インタビューの中で、マスターアップ直前に生じたバグの原因解明に苦労したと振り返っており、今でもエンディングで星が流れる演出を見るとフリーズするのではないかと不安になると話した。

## 後世への影響
- 同じシナリオライターによる作品『テイルズ オブ ファンタジア なりきりダンジョン』の忍の里に行くと鷹之進と野苺のコスチュームを着ることができる[9]。